# 贺绿汀

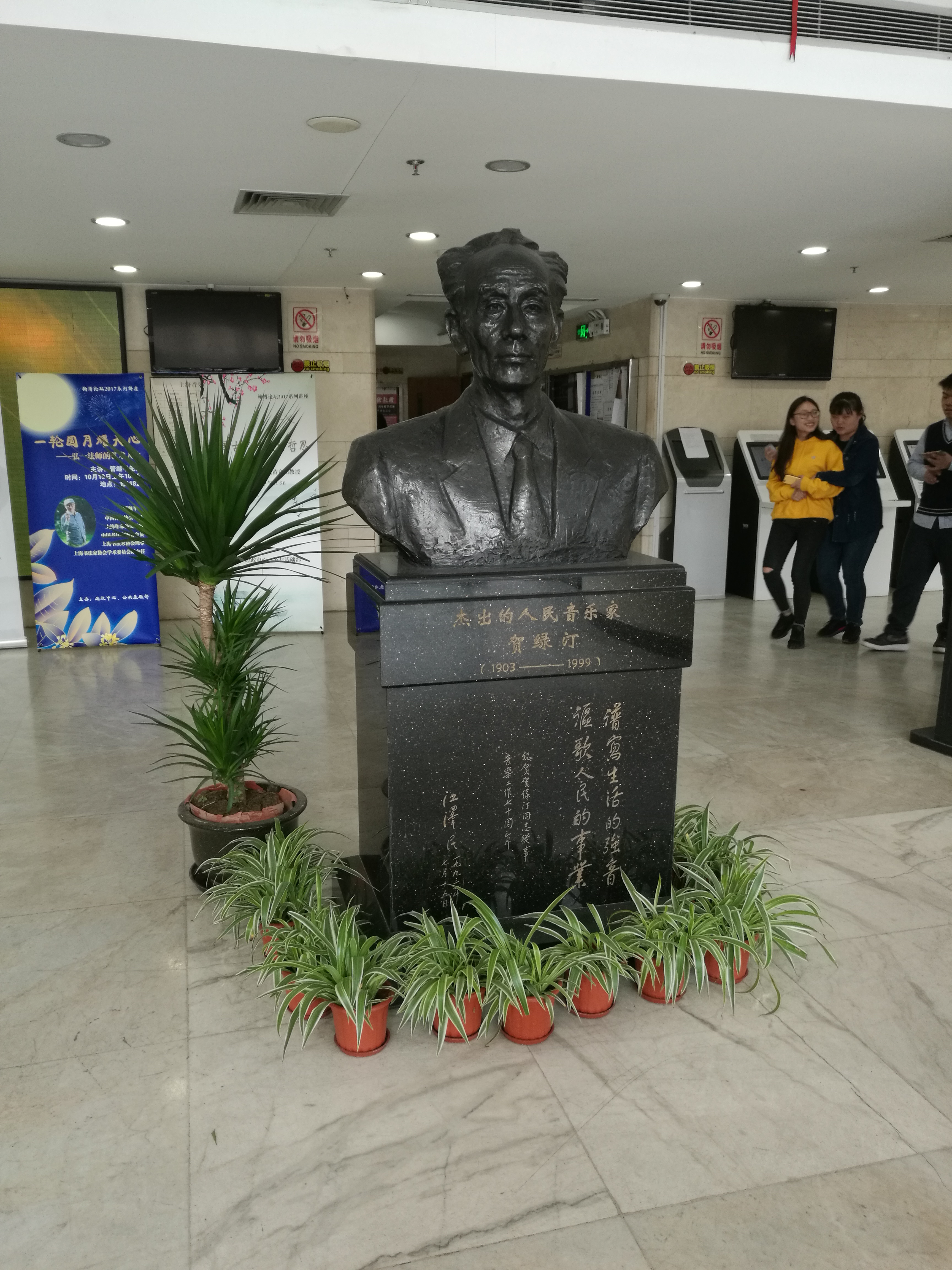
位于上海音乐学院内的贺绿汀雕像

贺绿汀（1903年7月20日—1999年4月27日），原名安卿，名楷，号抱真，男，湖南邵东人，中國作曲家、音乐理论家、音乐教育家。共产党員，第一届全国人大代表，第三、四、七届全国政协委员，第五、六届全国政协常务委员，中国文联副主席、名誉委员，中华人民共和国教育部艺术教育委员会委员，中国音协、上海音协名誉主席，上海音乐学院院长、名誉院长。1983年，在瑞典召开的国际音乐理事会第二十届年会上，他被通过为荣誉会员，是中国目前唯一获此殊荣的音乐家。
贺绿汀从事音乐工作76年，谱写了3部大合唱、6部不同形式的歌剧(其中两部与人合作)、5部话剧配乐、近200首歌曲、25首合唱曲、5首钢琴曲、7首管弦乐曲、27部电影音乐和一些器乐独奏曲。1934年所作钢琴曲《牧童短笛》和《摇篮曲》在亚历山大·齐尔品举办的“征求中国风味的钢琴曲”评选中获第一奖。歌曲《游击队歌》被评为“20世纪华人音乐经典”。

## 生平
1903年7月20日，賀綠汀生於邵陽縣馬王堂（今屬邵東市）。他在家中行六，父親賀生春是農民。1912年，大哥賀曼青回鄉在循程學堂教書，賀綠汀自然也到學堂學習。1917年，小學畢業後考入长沙的湖南省立甲种工业学校机械科，半工半读。1918年，學校停辦，回鄉插班考入宝庆县中。1922年，毕业后在家鄉的仙槎小学当教员。1923年春，考入长沙岳云中学艺术专修科，毕业后留校任音乐教师。1926年回到宝庆县中、县立师范及母校循程小学教音乐、美术，同年加入中国共产党，并于次年12月参加广州起义。
1931年考入上海音乐专科学校，師從音樂家黃自。1934年加入上海明星影片公司，任音乐科科长。1936年参加左翼歌曲作者协会。1937年参与组织上海文化界抗日救亡演剧第一队，成为抗日救亡歌咏运动的重要一员。為《四季歌》、《天涯歌女》作曲，為《馬路天使》的主題曲。
1938年到武汉，在国民政府军委政治部第三厅所属的中国电影制片厂任音乐科长兼该厂中国合唱团的总干事。1938年8月到重庆，曾任重庆中央广播电台音乐科科长、育才学校音乐教员。
1943年到延安，后去东北。1946年回延安，任中共中央党校文艺工作研究室音乐组长，并与李伯钊等负责筹建中央管弦乐团，并任团长兼合唱队长。
1949年2月，任北平师大音乐系主任及筹建中的国立音乐学院(中央音乐学院前身)副院长，还被选为全国文联常务理事及中国音协副主席。1949年9月任上海音乐学院院长。

### 文化大革命期间
1966年6月10日，中共上海市委召开“文化大革命动员大会”，上海市长曹荻秋在动员报告中点名指控8名艺术家、作家、编辑、和教授是“反党反社会主义分子”，贺绿汀是其中之一。贺绿汀也在全国性报纸上受到点名批判攻击。教育界和艺术界都是文革规划好的重点打击对象，贺绿汀身为音乐家以及大学校长，身兼二罪，在劫难逃。红卫兵运动兴起以后，贺绿汀进而遭到肉体攻击和折磨。9月16日，贺绿汀及妻子姜瑞芝被该校红卫兵绑架到学校。贺绿汀被一块黑布蒙住头，被皮带抽打，直打得身上的衣服稀烂，与血水混合在一起。姜瑞芝也被逼在墙角打得满身是伤。这一群人打过以后，另一群人围上来，将他们分别绑架，又整整折磨一夜。他们的家被抄，家里的东西都被砸碎。――文革中，只有三百多人的上海音乐学院发生了十七起所谓“非正常死亡”。这些死亡就发生在这样的暴力虐待的基础上。1968年3月21日，贺绿汀被上海当局关进正式监狱。他被关了5年，1973年才被释放。在这期间，他多次被押到“斗争大会”上遭到“斗争”，其中包括在电视上被“斗争”。“斗争会”一直开到了电视上，也算是上海对高科技的特别使用，尽管当时私人很少人有电视机，在上海之外的地方也没有电视节目播送。在文革中，他的三个女儿因拒绝与父亲划清界限而被定为“翻案集团骨干”，次女贺晓秋在受打击后在家中开煤气自杀。

### 晚年
1979年，贺绿汀复任上海音乐学院院长，1984年退任上海音乐学院名誉院长。1999年4月27日，贺绿汀因肺炎不治在上海逝世，享耆寿96岁。

## 家庭
- 大哥 賀曼青
- 三哥 贺培真

- 長女 賀逸秋
- 次女 賀曉秋 文革中被批判致死
- 三女 賀元元

## 代表作
- 钢琴曲《牧童短笛》、《摇篮曲》。
- 管弦乐曲《森吉德玛》、《晚会》。
- 电影歌曲《春天里》、《四季歌》、《天涯歌女》。
- 歌曲《游击队歌》、《垦春泥》、《嘉陵江上》。

## 后世纪念
- 邵东市贺绿汀故居
- 上海音乐学院贺绿汀音乐厅[6]
- 上海市上海市贺绿汀艺术专修学校
- 邵阳市贺绿汀大剧院
- 邵东市绿汀大道、绿汀广场、绿汀湖、绿汀村
- 纪录片《百年巨匠》贺绿汀[7]
- 歌剧《贺绿汀》[8]
- 传记电影《穿越硝烟的歌声》[9]